# Bizarre
Rufus Johnson, beter bekend als Bizarre (Detroit (Michigan), 5 juli 1976) is een rapper en mede-oprichter van de hiphopformatie D12.
Na het album D12 World is hij net zoals Eminem (ook een rapper uit de groep D12) solo gegaan en heeft hij het album Hannicap Circus gemaakt. Het eerste nummer dat hij heeft uitgebracht van dat album heet Rockstar.
Bizarre is bekend als D12-lid voor zijn "onconventionele" teksten. In het verleden heeft hij over onderwerpen zoals verkrachting, drugs, travestie, biseksualiteit, watersporten en incest gerapt. Zijn sololied op het album D12 World, Just Like U werd zelfs gedeeltelijk gecencureerd in de expliciete versie van het album. Wanneer vermeld door mensen onbekend met D12, verwijzen velen naar Bizarre als de "vette kerel," wegens zijn duidelijke zwaarlijvigheid: hij weegt meer dan 150 kilo. Hij verzamelt ook douchemutsen, en is vaak gezien terwijl hij een douchemuts droeg.